# Alphacrambus
Alphacrambus is een geslacht van vlinders uit de familie grasmotten (Crambidae)

## Soorten
- A. cristatus Bassi, 1995
- A. parvus Bassi, 1995
- A. prodontellus (Hampson, 1919)
- A. razowskii (Błeszyński, 1961)